# Wedge Tomb von Mongnacool Lower

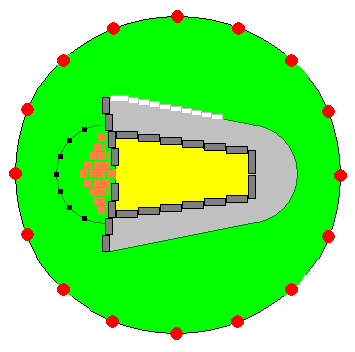
Prinzipskizze Wedge Tomb am Beispiel von Island

Das Wedge Tomb von Mongnacool Lower (lokal als Labbanasigha, irisch Leaba na Saidhe, deutsch Bett der Hündin oder Fairy House, deutsch Feenhaus bekannt) befindet sich an einem sanften Südhang des Cushbawn Hill im Townland Mongnacool Lower (irisch Mong na Cúl Íochtarach) nordöstlich von Aughrim im County Wicklow in Irland. Wedge Tombs (dt. „Keilgräber“) früher auch „wedge-shaped gallery graves“ („keilförmige Galleriegräber“) genannt, sind Megalithanlagen der späten Jungsteinzeit und der frühen Bronzezeit (2500–2000 v. Chr.) und typisch für die Westhälfte Irlands.
Das Nordost-Südwest orientierte Wedge Tomb hat eine rechteckige Kammer von 4,55 m Länge von 1,3 m Breite, die weitgehend intakt ist. Es wird durch fünf Seitensteine im Norden, zwei im Süden, einen Endstein am östlichen Ende und einige Felsen gebildet. Ein einzelner, verlagerter Deckstein südwestlich des Eingangs ist erhalten. Ein Vorplatz im Südwesten wird durch eine vertikale Platte mit der gleichen Ausrichtung wie die Kammer angedeutet. Es gibt an der Westseite eine Außenmauer mit einer kleinen kistenartigen Struktur. Eine erhöhte Fläche von 60 m² um die Kammer herum markiert den Ort des Cairns. Die Steine sind meist aus Granit und etwas Grauwacke von einem Grauwackeaufschluss etwa 20 m nordöstlich. 
Die Struktur wurde 1879 von Gerrard A. Kinahan ausgegraben. In seinem Bericht macht Kinahan sehr detaillierte Angaben über Messungen und Beschreibungen der Böden in verschiedenen Tiefen, wo in der Galerie und in der kistenartigen Struktur in der Hauptsache Holzkohle gefunden wurde.
Heute (2019) ist der Wedge Tomb weiträumig zugewuchert und unzugänglich.